# Akavreta
Akavreta (georgiska: აკავრეთა), eller Merisi (მერისი), är ett vattendrag i Georgien. Det ligger i regionen Adzjarien, i den västra delen av landet. Akavreta mynnar som vänsterbiflod i Atjaristsqali.